# الرجمة (المخادر)

تعديل مصدري - تعديل

الرجمة هي إحدى قرى عزلة جبل عقد بمديرية المخادر التابعة لمحافظة إب، بلغ تعداد سكانها 126 نسمة حسب تعداد اليمن لعام 2004.